# Stefano Sottili
Stefano Sottili (Figline Valdarno, 4 agosto 1969) è un allenatore di calcio ed ex calciatore italiano, di ruolo difensore, tecnico del Como femminile.

## Carriera

### Giocatore
Dopo due campionati in Serie C2 col Fano, il secondo concluso con la vittoria del campionato e conseguente promozione in Serie C1, sale di categoria passando nell'estate 1990 al Barletta in Serie B.
Nei biancorossi pugliesi Sottili disputa un campionato da titolare culminato con l'ultimo posto finale in classifica e retrocessione in Serie C, collezionando 34 presenze e una rete (nel derby regionale col Foggia). È convocato da Cesare Maldini per due gare di Under-21 contro Ungheria e Norvegia per la qualificazione all'Europeo Under-21 nelle quali è titolare: l'incontro con gli scandinavi disputato a Stavanger termina con una sconfitta per 6-0, così come la sua avventura in azzurro.
Passato all'Atalanta in Serie A, in nerazzurro è una riserva e disputa 6 gare, molte delle quali subentrando a partita in corso, con l'allenatore Bruno Giorgi che gli preferisce sistematicamente Sergio Porrini e Tebaldo Bigliardi.
A fine stagione torna in Serie B al Bologna, giocando 26 volte; la stagione si conclude con la retrocessione in Serie C1.
Prosegue la carriera nelle serie inferiori in varie compagini, fra cui la Triestina in Serie C1 nell'annata 1993-1994 conclusa col fallimento della società giuliana e lo Spezia (Serie C1 e C2), dove disputerà quattro stagioni. Coi liguri ottiene la promozione in Serie C1, senza subire sconfitte in campionato. Con lo Spezia Sottili disputa i play-off per la promozione in Serie B del 2000-2001, perdendoli col Como.
Nell'Agosto 2001 passa al Martina, neopromossa in C2 con la quale conquista la promozione diretta mentre nella stagione successiva arriverà il terzo posto in campionato con la finale play off persa contro il Pescara. Nel Luglio 2003 passa al neopromosso Melfi con il quale disputa una stagione e mezza prima di trasferirsi a Gennaio al Sansovino per due stagioni e mezzo dove raggiunge una salvezza diretta, una salvezza ai play out ed una finale play off persa contro il Sassuolo nella stagione del miglior piazzamento nella storia della società aretina. Ad agosto 2007 scende in serie D al Cascina, nel novembre 2007 firma con la Sarzanese (Serie D girone E).

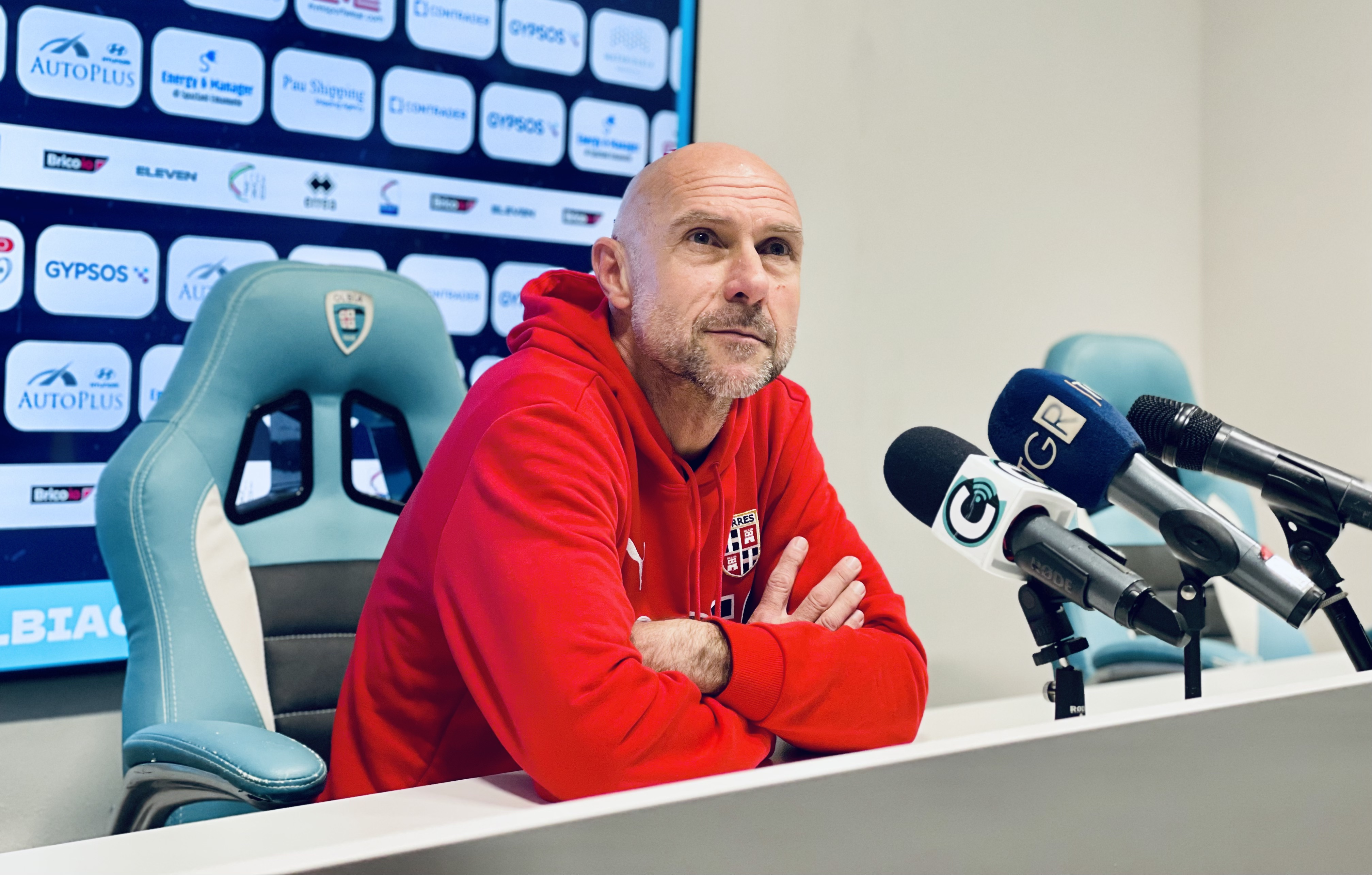
Il tecnico Sottili in conferenza stampa dopo Olbia-Torres del 26 febbraio 2023

### Allenatore
Il primo incarico da allenatore è con la Sarzanese in Serie D nell'aprile 2008, rivestendo il ruolo di giocatore-allenatore.
A gennaio 2009 è assunto in Serie D da allenatore dal Valle d'Aosta, mentre a luglio 2009 torna sulla panchina della Sarzanese (Serie D).
Nella stagione 2010-2011 guida il Carpi in Seconda Divisione da cui si separa il 2 giugno dopo aver condotto la squadra alla promozione in Prima Divisione; in finale di Coppa Italia di Lega ha subìto una doppia sconfitta; ha raggiunto il secondo posto nella Supercoppa di Lega di Seconda Divisione, venendo eliminato dal Tritium. Il 3 luglio 2011 diventa allenatore della Carrarese, neopromossa in Lega Pro Prima Divisione, classificandosi, a fine stagione, al nono posto.
A gennaio 2013 subentra a Diego Zanin sulla panchina del Venezia, in Lega Pro Seconda Divisione. Sotto la sua guida tecnica i lagunari concludono il campionato al terzo posto, conquistando ai play-off (semifinale col Renate, finale col Monza) la promozione in Prima Divisione.
Il 20 giugno passa al Varese, in Serie B, venendo esonerato il 25 novembre dopo 5 vittorie, 5 pareggi, 5 sconfitte, pagando il calo della squadra biancorossa, 1 vittoria in 8 gare.
Il 15 marzo 2014 è richiamato sulla panchina del Varese sostituendo l'esonerato Carmine Gautieri.
Il 17 maggio, a 2 gare dalla fine del campionato, è nuovamente esonerato dal Varese reduce da sette sconfitte consecutive e quartultimo in classifica in zona play-out, sostituito da Stefano Bettinelli.
Il 9 febbraio 2015 subentra a Cristiano Lucarelli sulla panchina della Pistoiese, con la squadra arancione che occupa una delicata posizione di classifica; dopo due vittorie che rianimano la squadra col Tuttocuoio e nello scontro diretto col Forlì seguono quattro sconfitte consecutive (tra cui i derby con Prato e Lucchese) che portano la squadra al terzultimo posto. Nelle ultime otto partite, la Pistoiese riprende a ottenere punti, salvandosi classificandosi al 12º posto (appena un punto sopra la zona Play-out), grazie soprattutto ai risultati conseguiti nello scontro diretto col Gubbio (3-2 in rimonta) e contro due compagini in lotta per i playoff, L'Aquila (3-1) e Spal (1-1 in rimonta a Ferrara), conquistando il punto decisivo all'ultima giornata in casa col Savona (2-2, ancora una volta in rimonta). Il 12 giugno 2015 non è confermato sulla panchina degli arancioni ed è sostituito da Massimiliano Alvini.
Il 28 giugno 2015 seguente diventa tecnico del Bassano, in Lega Pro, con contratto annuale.
Il 27 maggio 2016 la società veneta comunica che l'allenatore toscano, pur avendo raggiunto i play-off, non verrà confermato per la successiva stagione sportiva; infatti il 30 maggio seguente diventa il nuovo mister dell'Arezzo. Il 22 maggio 2017 il club toscano annuncia l'addio con l'allenatore fiorentino, al termine di una stagione culminata con l'eliminazione al primo turno dei play-off.
Il 14 novembre 2017 viene ingaggiato dalla Viterbese Castrense in Serie C. Dopo una stagione, con il raggiungimento della finale di Coppa Italia di Serie C il 26 marzo 2018, a sorpresa, viene esonerato, ma dopo solo due settimane viene reintegrato sulla panchina gialloblù, raggiungendo a fine stagione i quarti di finale play-off. Al termine della stagione non viene pero confermato alla guida della squadra.
Il 7 novembre 2018 viene ingaggiato di nuovo sulla panchina della Viterbese Castrense al posto dell'esonerato Giovanni Lopez, ma viene esonerato a gennaio 2019.
Il 2 ottobre 2019 viene ufficializzato come nuovo tecnico del Feralpisalò al posto dell'esonerato Damiano Zenoni.
Il 9 marzo 2021 firma un contratto fino a fine stagione con la Pistoiese, in sostituzione dell’esonerato Giancarlo Riolfo, tornando nel club dopo sei anni. La stagione termina con la retrocessione del team in Serie D.
Il 22 ottobre 2021 firma un contratto con la Juve Stabia in Serie C, prendendo il posto di Eduardo Imbimbo. Il 28 febbraio 2022 con la squadra stabiese al 12º posto, viene esonerato.
Il 29 dicembre 2022 viene annunciato come nuovo allenatore della Torres, in Serie C, al posto dell'esonerato Alfonso Greco. Il 19 marzo seguente, all'indomani della sconfitta in casa della capolista Reggiana ed aver racimolato solamente un punto nelle ultime cinque gare, viene sollevato dall'incarico.
Il 9 agosto 2024, Sottili viene ingaggiato come nuovo tecnico del Como, nella Serie A femminile.

## Statistiche

### Statistiche da allenatore
Statistiche aggiornate al 19 marzo 2023. In grassetto le competizioni vinte.
| Stagione                   | Squadra                    | Campionato                 | Campionato | Campionato | Campionato | Campionato | Coppe nazionali | Coppe nazionali | Coppe nazionali | Coppe nazionali | Coppe nazionali | Coppe continentali | Coppe continentali | Coppe continentali | Coppe continentali | Coppe continentali | Altre coppe | Altre coppe | Altre coppe | Altre coppe | Altre coppe | Totale | Totale | Totale | Totale | % Vittorie | Piazzamento              |
| Stagione                   | Squadra                    | Comp                       | G          | V          | N          | P          | Comp            | G               | V               | N               | P               | Comp               | G                  | V                  | N                  | P                  | Comp        | G           | V           | N           | P           | G      | V      | N      | P      | %          | Piazzamento              |
| -------------------------- | -------------------------- | -------------------------- | ---------- | ---------- | ---------- | ---------- | --------------- | --------------- | --------------- | --------------- | --------------- | ------------------ | ------------------ | ------------------ | ------------------ | ------------------ | ----------- | ----------- | ----------- | ----------- | ----------- | ------ | ------ | ------ | ------ | ---------- | ------------------------ |
| apr.-giu. 2008             | Sarzanese                  | D                          | 2          | 2          | 0          | 0          | CI-D            | -               | -               | -               | -               | -                  | -                  | -                  | -                  | -                  | -           | -           | -           | -           | -           | 2      | 2      | 0      | 0      | 100,00&    | Sub., 11º                |
| gen.-giu. 2009             | Valle d'Aosta              | D                          | 15         | 4          | 7          | 4          | CI-D            | -               | -               | -               | -               | -                  | -                  | -                  | -                  | -                  | -           | -           | -           | -           | -           | 15     | 4      | 7      | 4      | 26,67      | Sub., 15º                |
| 2009-2010                  | Sarzanese                  | D                          | 34+1       | 13         | 15         | 6+1        | CI-D            | 2               | 1               | 0               | 1               | -                  | -                  | -                  | -                  | -                  | -           | -           | -           | -           | -           | 37     | 14     | 15     | 8      | 37,84      | 5º                       |
| Totale Sarzanese           | Totale Sarzanese           | Totale Sarzanese           | 37         | 15         | 15         | 7          |                 | 2               | 1               | 0               | 1               |                    | -                  | -                  | -                  | -                  |             | -           | -           | -           | -           | 39     | 16     | 15     | 8      | 41,03      |                          |
| 2010-2011                  | Carpi                      | 2D                         | 30         | 19         | 8          | 3          | CI+CI-LP        | 1+12            | 0+6             | 0+2             | 1+4             | -                  | -                  | -                  | -                  | -                  | SdL-2D      | 2           | 1           | 1           | 0           | 45     | 26     | 11     | 8      | 57,78      | 1º (prom.)               |
| 2011-2012                  | Carrarese                  | 1D                         | 34         | 11         | 12         | 11         | CI+CI-LP        | 2+1             | 1+0             | 0+0             | 1+1             | -                  | -                  | -                  | -                  | -                  | -           | -           | -           | -           | -           | 37     | 12     | 12     | 13     | 32,43      | 8º                       |
| gen.-giu. 2013             | Venezia                    | 2D                         | 15+4       | 10+2       | 4+2        | 1          | CI-LP           | -               | -               | -               | -               | -                  | -                  | -                  | -                  | -                  | -           | -           | -           | -           | -           | 19     | 12     | 6      | 1      | 63,16      | Sub., 3º (prom.)         |
| gen.-giu. 2014             | Varese                     | B                          | 26         | 7          | 6          | 13         | CI              | 2               | 1               | 1               | 0               | -                  | -                  | -                  | -                  | -                  | -           | -           | -           | -           | -           | 28     | 8      | 7      | 13     | 28,57      | Eson., Sub., Eson.       |
| feb.-giu. 2015             | Pistoiese                  | LP                         | 14         | 4          | 5          | 5          | CI-LP           | -               | -               | -               | -               | -                  | -                  | -                  | -                  | -                  | -           | -           | -           | -           | -           | 14     | 4      | 5      | 5      | 28,57      | Sub., 14º                |
| 2015-2016                  | Bassano Virtus             | LP                         | 34+1       | 17         | 11         | 6+1        | CI+CI-LP        | 2+2             | 1+1             | 0+0             | 1+1             | -                  | -                  | -                  | -                  | -                  | -           | -           | -           | -           | -           | 39     | 19     | 11     | 9      | 48,72      | 3º                       |
| 2016-2017                  | Arezzo                     | LP                         | 38+1       | 18         | 11         | 9+1        | CI+CI-LP        | 2+2             | 1+1             | 0+1             | 1+0             | -                  | -                  | -                  | -                  | -                  | -           | -           | -           | -           | -           | 43     | 20     | 12     | 11     | 46,51      | 4º                       |
| 2017-2018                  | Viterbese Castrense        | C                          | 20+6       | 10+4       | 6+1        | 4+1        | CI-C            | 7               | 2               | 2               | 3               | -                  | -                  | -                  | -                  | -                  | -           | -           | -           | -           | -           | 33     | 16     | 9      | 8      | 48,48      | Sub., Eson., Sub., 5º    |
| nov. 2018-2019             | Viterbese Castrense        | C                          | 11         | 4          | 4          | 3          | CI+CI-C         | -               | -               | -               | -               | -                  | -                  | -                  | -                  | -                  | -           | -           | -           | -           | -           | 11     | 4      | 4      | 3      | 36,36      | Sub., Eson., Sub., Eson. |
| Totale Viterbese Castrense | Totale Viterbese Castrense | Totale Viterbese Castrense | 37         | 18         | 11         | 8          |                 | 7               | 2               | 2               | 3               |                    | -                  | -                  | -                  | -                  |             | -           | -           | -           | -           | 44     | 20     | 13     | 11     | 45,45      |                          |
| ott. 2019-2020             | Feralpisalò                | C                          | 19+2       | 10+1       | 5          | 4+1        | CI-C            | 6               | 5               | 0               | 1               | -                  | -                  | -                  | -                  | -                  | -           | -           | -           | -           | -           | 27     | 16     | 5      | 6      | 59,26      | Sub., 6º                 |
| mar.-giu. 2021             | Pistoiese                  | C                          | 9          | 1          | 1          | 7          | CI-C            | -               | -               | -               | -               | -                  | -                  | -                  | -                  | -                  | -           | -           | -           | -           | -           | 9      | 1      | 1      | 7      | 11,11      | Sub., 18º (retr.)        |
| Totale Pistoiese           | Totale Pistoiese           | Totale Pistoiese           | 23         | 5          | 6          | 12         |                 | -               | -               | -               | -               |                    | -                  | -                  | -                  | -                  |             | -           | -           | -           | -           | 23     | 5      | 6      | 12     | 21,74      |                          |
| ott. 2021-feb. 2022        | Juve Stabia                | C                          | 18         | 7          | 4          | 7          | CI-C            | -               | -               | -               | -               | -                  | -                  | -                  | -                  | -                  | -           | -           | -           | -           | -           | 18     | 7      | 4      | 7      | 38,89      | Sub., Eson.              |
| dic. 2022-mar. 2023        | Torres                     | C                          | 13         | 3          | 4          | 6          | CI-C            | -               | -               | -               | -               | -                  | -                  | -                  | -                  | -                  | -           | -           | -           | -           | -           | 13     | 3      | 4      | 6      | 23,08      | Sub., Eson.              |
| Totale carriera            | Totale carriera            | Totale carriera            | 347        | 147        | 106        | 94         |                 | 41              | 20              | 6               | 15              |                    | -                  | -                  | -                  | -                  |             | 2           | 1           | 1           | 0           | 390    | 168    | 113    | 109    | 43,08      |                          |

### Calcio femminile
Statistiche aggiornate al 11 maggio 2025.
| Stagione        | Squadra         | Campionato      | Campionato | Campionato | Campionato | Campionato | Coppe nazionali | Coppe nazionali | Coppe nazionali | Coppe nazionali | Coppe nazionali | Coppe continentali | Coppe continentali | Coppe continentali | Coppe continentali | Coppe continentali | Altre coppe | Altre coppe | Altre coppe | Altre coppe | Altre coppe | Totale | Totale | Totale | Totale | % Vittorie | Piazzamento |
| Stagione        | Squadra         | Comp            | G          | V          | N          | P          | Comp            | G               | V               | N               | P               | Comp               | G                  | V                  | N                  | P                  | Comp        | G           | V           | N           | P           | G      | V      | N      | P      | %          | Piazzamento |
| --------------- | --------------- | --------------- | ---------- | ---------- | ---------- | ---------- | --------------- | --------------- | --------------- | --------------- | --------------- | ------------------ | ------------------ | ------------------ | ------------------ | ------------------ | ----------- | ----------- | ----------- | ----------- | ----------- | ------ | ------ | ------ | ------ | ---------- | ----------- |
| 2024-2025       | Como            | A               | 26         | 12         | 2          | 12         | CI              | 1               | 0               | 0               | 1               | -                  | -                  | -                  | -                  | -                  | -           | -           | -           | -           | -           | 27     | 12     | 2      | 13     | 44,44      | 7º          |
| 2025-2026       | Como            | A               | 0          | 0          | 0          | 0          | CI+SAWC         | 0+0             | 0+0             | 0+0             | 0+0             | -                  | -                  | -                  | -                  | -                  | -           | -           | -           | -           | -           | 0      | 0      | 0      | 0      | —          | in corso    |
| Totale carriera | Totale carriera | Totale carriera | 26         | 12         | 2          | 12         |                 | 1               | 0               | 0               | 1               |                    | -                  | -                  | -                  | -                  |             | -           | -           | -           | -           | 27     | 12     | 2      | 13     | 44,44      |             |

## Palmarès

### Giocatore

#### Club

##### Competizioni giovanili
- Torneo di Viareggio: 1

Fiorentina: 1988

##### Competizioni nazionali
- Serie C2: 3

Fano: 1989-1990
Spezia: 1999-2000
Martina: 2001-2002
- Coppa Italia Serie C: 1

Triestina: 1993-1994

#### Nazionale
- Campionato europeo di calcio Under-21: 1

1992

### Allenatore
- Lega Pro Seconda Divisione: 1

Carpi: 2010-2011